# Byggstandardiseringen

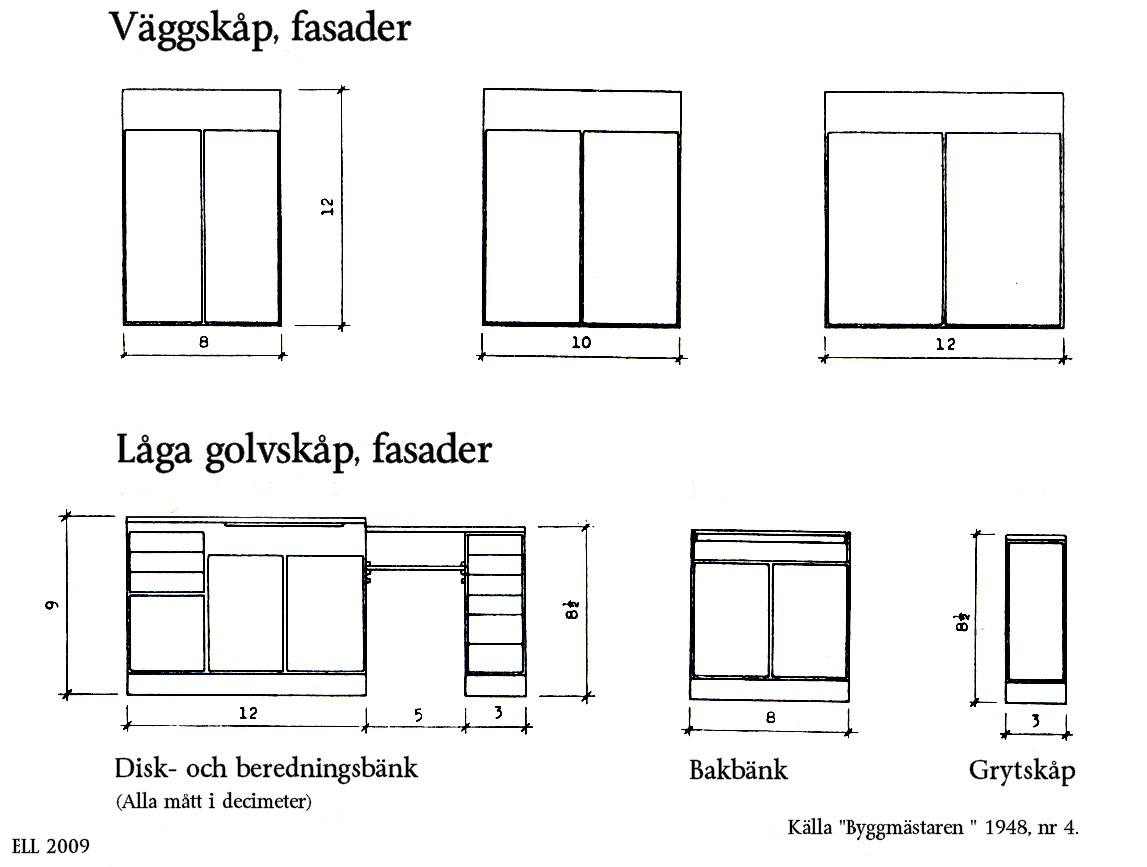
Ett exempel på det förslag till standard för kökssnickerier som presenterades av Byggstandardiseringen 1948 och som, med smärre ändringar, antogs 1950.

Byggstandardiseringen (BST) var ett tidigare svenskt standardiseringsorgan, inrättad 1942 som en sektion i Svenska Industrins Standardiserings-kommission (SIS). BST:s uppgift var bland annat att utarbeta förslag till att standardisera typer, dimensioner och detaljer för fönster- och dörrsnickerier och har dessutom utfört den så kallade modulutredningen rörande bland annat svenska köks- och badrumsinredningar. BST:s förslag fastställdes sedermera av SIS. BST:s medlemmar var företag, myndigheter, institutioner och byggbranschen.
Anledningarna till standardisering av byggnadsdetaljer som fönster och dörrar var dels att underlätta tillverkningen av produkterna samt att förenkla ritningsarbetet på arkitektkontor. Genom att hänvisa till genomstuderade detaljer med standardiserade mått och fastställd kvalitet fick man jämförbara produkter vilket underlättade kostnadsberäkningar, anbudsgivning och upphandling samt gav kort leveranstid. Det fanns även kritik till detaljstandardisering av exempelvis fönstersnickerier, som menade att utseendet blir likformigt och vidareutvecklingen av nya fönsterkonstruktioner hindras.